# كالوم تيمينز
كالوم تيمينز (بالإنجليزية: Callum Timmins)‏ هو لاعب كرة قدم أسترالي في مركز الوسط، ولد في 23 ديسمبر 1999 في إنجلترا في المملكة المتحدة. لعب مع برمنغهام سيتي.

## وصلات خارجية
- كالوم تيمينز على موقع قاعدة بيانات كرة القدم.إي يو (الإنجليزية)
- كالوم تيمينز على موقع Soccerway.com (الإنجليزية)